# The Oak Ridge Boys
I The Oak Ridge Boys sono un gruppo musicale statunitense di musica country e gospel.
Attivo fin dagli anni '40 e originario del Tennessee, il gruppo hanno avuto numerosi cambi di formazione. Il periodo in cui la band ha avuto maggior successo è compreso tra il 1977 ed il 1989.

## Discografia

### Album in studio
- 1958 - The Oak Ridge Quartet
- 1959 - Sing and Shout
- 1959 - The Oak Ridge Quartet
- 1960 - Master Showman of Song
- 1960 - Go Out to the Program
- 1961 - You'll Never Walk Alone
- 1962 - He Whispers Sweet Peace to Me
- 1962 - With Sounds of Nashville
- 1963 - Folk Minded Spirituals for Spiritual Minded Folk
- 1964 - Together (con The Harvesters)
- 1964 - Sing for You
- 1964 - Singing the Gospel
- 1964 - I Wouldn't Take Nothing for My Journey Now
- 1965 - The Sensational Oak Ridge Boys from Nashville Tennessee
- 1965 - The Solid Gospel Sound of the Oak Ridge Quartet
- 1966 - River of Life
- 1966 - Sing Serve Life
- 1966 - Songs We Wish We'd Recorded First
- 1967 - Duane Allen Out Front
- 1967 - At Their Best
- 1967 - A Great Day
- 1968 - New Horizons
- 1969 - It's Happening!
- 1970 - Thanks
- 1971 - Talk About the Good Times
- 1971 - International
- 1972 - Jesus Christ, What a Man!
- 1972 - Performance
- 1972 - Light
- 1973 - Street Gospel
- 1973 - The Lighthouse & Other Gospel Hits
- 1973 - Hymns
- 1974 - The Oak Ridge Boys
- 1975 - Sky High
- 1976 - Old Fashioned, Down Home, Hand Clappin', Foot Stompin', Southern Style, Gospel Quartet Music
- 1977 - Live
- 1977 - Y'all Come Back Saloon
- 1978 - Room Service
- 1979 - The Oak Ridge Boys Have Arrived
- 1980 - Together
- 1981 - Fancy Free
- 1982 - Bobbie Sue
- 1983 - American Made
- 1983 - Deliver
- 1985 - Step On Out
- 1986 - Seasons
- 1987 - Where the Fast Lane Ends
- 1987 - Heartbeat
- 1988 - Monongahela
- 1989 - American Dreams
- 1991 - Unstoppable
- 1992 - The Long Haul
- 1997 - Revival
- 1999 - Voices
- 2001 - From the Heart
- 2003 - Colors
- 2004 - The Journey
- 2005 - Common Thread
- 2006 - Front Row Seats
- 2009 - A Gospel Journey
- 2009 - The Boys Are Back
- 2011 - It's Only Natural
- 2012 - Back Home Again: Gospel Favorites
- 2015 - Rock of Ages, Hymns and Gospel Favorites
- 2016 - 17th Avenue Revival

### Raccolte
Lista parziale.
- 1978 - The Best of The Oak Ridge Boys
- 1980 - Greatest Hits
- 2013 - 40th Anniversary: 1973–2013

### Album natalizi
- 1982 - Christmas
- 1986 - Christmas Again
- 1995 - Country Christmas Eve
- 2002 - An Inconvenient Christmas
- 2005 - Christmas Cookies
- 2012 - Christmas Time's A-Coming
- 2016 - Celebrate Christmas

## Formazione

### Formazione attuale
- William Lee Golden – voce baritono (1965–87; 1995–)
- Duane Allen – voce solista (1966–)
- Richard Sterban – voce basso (1972–)

### Ex componenti
Lista parziale.
- Wally Fowler – voce solista (1945–52) - fondatore
- Curly Kinsey – voce (1945–47) - fondatore
- Lon "Deacon" Freeman – voce, chitarra (1945–49) - fondatore
- Little Johnny New – voce (1945–49; 1952) - fondatore
- Smitty Gatlin – voce (1957–66)
- Tommy Fairchild – voce (1958–59), piano (1959–60; 1961–72)
- Herman Harper (1957–69)
- Little Willie Wynn (1959–73)
- Noel Fox (1969–72)
- Steve Sanders (1987–95)
- Ron Fairchild – tastiera (1980–2001, 2002–09, ????)
- Chris Golden – chitarra acustica, mandolino (1995), batteria (1996–2014)
- Don Carr – chitarra (1991–2014)
- Joe Bonsall – voce tenore (1973–2024 deceduto)[1]